# Callionymus ochiaii
 Callionymus ochiaii és una espècie de peix de la família dels cal·lionímids i de l'ordre dels perciformes.

## Distribució geogràfica
Es troba al Japó.